# Académie de musique (Belgique)
Pour les articles homonymes, voir Académie (homonymie) et Académie de musique.
 (septembre 2008).
Si vous disposez d'ouvrages ou d'articles de référence ou si vous connaissez des sites web de qualité traitant du thème abordé ici, merci de compléter l'article en donnant les références utiles à sa vérifiabilité et en les liant à la section « Notes et références ».
Depuis 1998, en Belgique, une académie de musique ou tout simplement académie est une école de musique reconnue, agréée et subventionnée par la Communauté française de Belgique par le Décret de l'enseignement secondaire artistique à horaire réduit. Elle forme les jeunes dès 5 ans et les adultes (dès 14 ans) aux disciplines musicales, mais aussi à la danse et aux arts de la parole (théâtre). La principale mission des 104 établissements répartis sur l'ensemble de la Communauté est de favoriser l'apprentissage des matières artistiques selon un cursus défini par la loi.
Les académies sont dirigées par un directeur issu en général du corps professoral. Depuis le décret de 1998, cette fonction est acquise par promotion. Les directeurs en fonction avant cette date devaient avoir obtenu des titres spécifiques tel un diplôme supérieur d'instrument et un prix d'écriture musicale (harmonie ou fugue) ainsi que l'obtention du certificat d'aptitude à la direction. Les professeurs doivent être diplômés de l'enseignement supérieur artistique dans la matière qu'ils enseignent et aussi disposer d'un titre d'aptitude pédagogique.
Les cursus sont divisés en plusieurs niveaux. Le préparatoire enseigne les rudiments aux plus jeunes. Ensuite, les cinq années de formation (F1-5) donnent les bases aux élèves. Puis, le choix leur est offert ou imposé de continuer en qualification (Q1-5) ou en transition (T1-5) qui forment respectivement à une qualification artistique amateur ou aux bases d'une formation pré-professionnelle. Les règles fixées par décrets communautaires sont vérifiées par un service d'Inspection coordonné par Claudine Swann.
Les établissements dépendent de deux réseaux d'enseignement : l'officiel (l'enseignement est organisé par la commune) ou le libre subventionné, (l'enseignement est organisé par un pouvoir organisateur indépendant, souvent une association). Depuis 1964, les Académies de musique francophones sont rassemblées autour de l'Association de l'enseignement musical subventionné francophone de Belgique (AEMS). L'AEMS est membre de l'Association européenne des écoles de musique European Music Schools Union (EMU) qui rassemble les écoles de musique officielles de tous les pays de l'OCDE. 
Notons qu'en Belgique, le terme école de musique désigne les écoles privées qui ne sont pas agréées et qui fonctionnent grâce à des financements et des frais d'inscription indépendants. Les écoles de musique sont très souvent spécialisées dans l'offre de leurs cours et cursus, à la différence des académies qui offrent un large panel.
À côté de ces types d'enseignement, il existe en Belgique les Jeunesses musicales qui offrent des services culturels aux jeunes (concerts, animations, visites dans les écoles)    